# 吉本宗泰
吉本 宗泰（よしもと むねやす、1926年9月13日 - 2008年1月25日）は、日本の野球指導者。

## 概要
兵庫県神戸市出身。旧制滝川中学校卒業、専修大学卒業。1957年より滝川高等学校野球部監督となる。後に滝川高等学校野球部を受け継いだ滝川第二高等学校野球部監督となり、計32年間監督を務めた。1959年には就任3年目にして第41回全国高等学校野球選手権大会に出場。その後の大会でも甲子園に出場し、春8度、夏5度の計13回の甲子園出場を果たす。この記録は兵庫県内で歴代2位。中尾孝義、石本貴昭、村田真一らを指導した。退任後は社会人野球・阿部企業でも監督を務めた。
2008年1月25日下咽頭がんで死去。